# Ivan Šterzl
Ivan Šterzl (* 10. ledna 1954 Praha) je český imunolog, bývalý místopředseda Národních socialistů. Od roku 2007 je profesorem Ústavu imunologie a mikrobiologie a také vedoucím oddělení klinické imunoendokrinologie na Endokrinologickém ústavu v Praze.

## Politické působení
V senátních volbách v roce 2010 kandidoval jako člen ČSNS 2005 v senátním obvodu č. 25 – Praha 6. Se ziskem 190 hlasů (tj. 0,45 %) skončil na posledním desátém místě a do druhého kola voleb tak nepostoupil.
V senátních volbách v roce 2012 kandidoval jako člen NÁR.SOC. v senátním obvodu č. 11 – Domažlice. Se ziskem 2,18 % hlasů skončil na posledním šestém místě a do druhého kola voleb tak opět nepostoupil.
V dubnu 2017 byl zvolen místopředsedou Národních socialistů. V evropských volbách v roce 2019 byl ale již jako nestraník lídrem kandidátní listiny Národní socialisté. Ta však získala pouze 0,05 % hlasů a Šterzl tak nebyl zvolen europoslancem. Šterzl nicméně získal 221 preferenčních hlasů.

## Výběr publikací
- Základy imunologie pro zubní a všeobecné lékařství (2005)
- Přehledná imunoendokrinologie (2006)
- Endokrinní orbitopatie (2009)